# Acid Drinkers

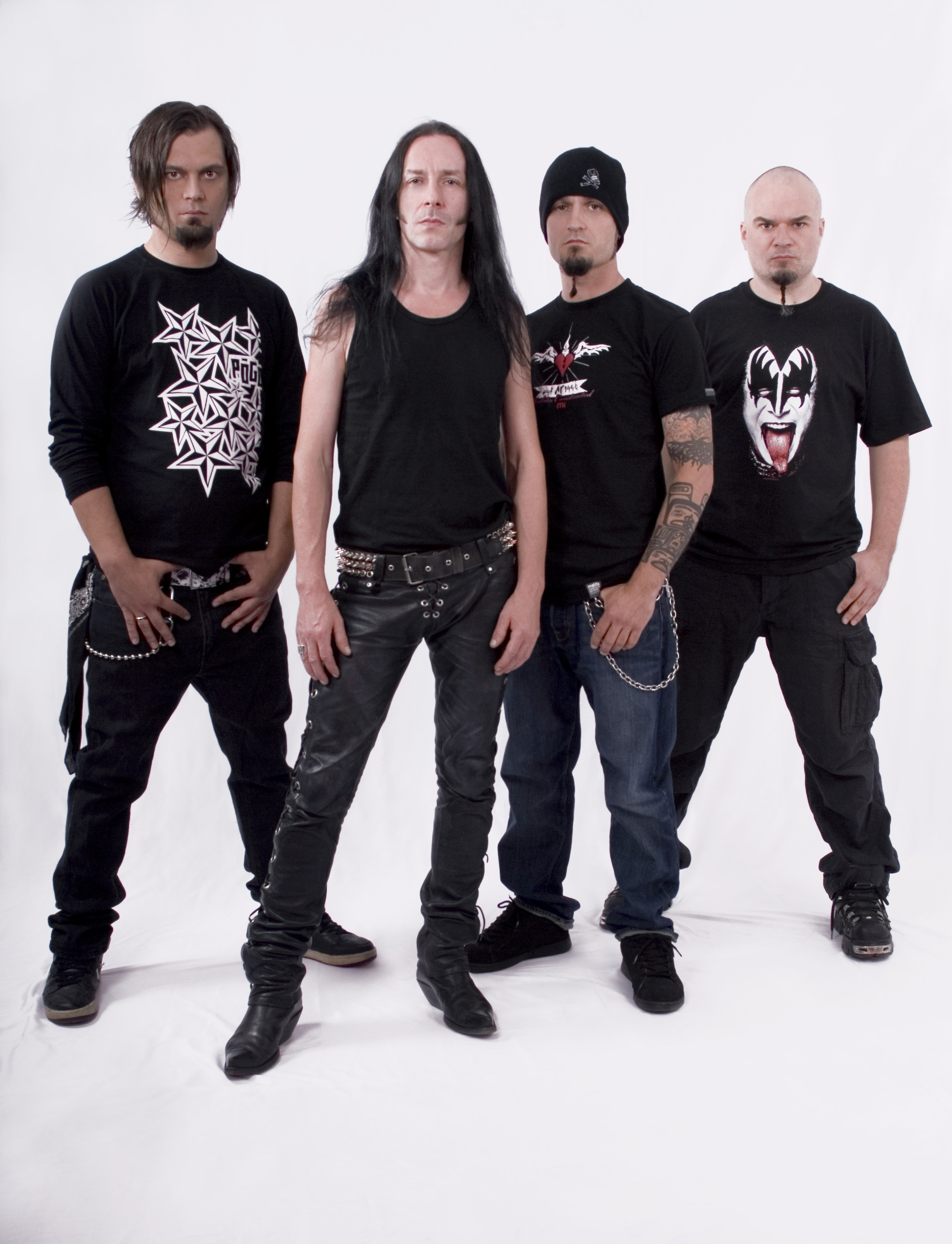
Acid Drinkers

Acid Drinkers is een thrashmetal band uit Polen, opgericht in 1986 door Tomasz "Titus" Pukacki en Robert "Litza" Friedrich.

## Bandleden
- Tomasz "Titus" Pukacki - bas, zang (1986- )
- Darek "Popcorn" Popowicz - gitaar (1986- )
- Robert "Litza" Friedrich - gitaar, zang (1986-1998, 2024- )
- Maciek "Ślimak" Starosta - drums (1989- )

### Voormalige bandleden
- Przemek "Perła" Wejmann - gitaar, zang (1998-2003)
- Tomek "Lipa" Lipnicki - gitaar, zang (2003-2004)
- Alex "Olass" Mendyk - gitaar, zang (2004-2008)
- Wojciech „Jankiel” Moryto - gitaar, zang (2009-2016)
- Łukasz "Dzwon" Cyndzer - gitaar, zang (2017-2024)

## Discografie
Albums
- Are You A Rebel? (1990)
- Dirty Money, Dirty Tricks (1991)
- Strip-Tease (1992)
- Vile Vicious Vision (1993)
- Fishdick (1994)
- Infernal Connection (1994)
- The State Of Min Report (1996)
- High Proof Cosmic Milk (1998)
- Varran Strikes Back - Alive!!! (1998)
- Amazing Atomic Activity (1999)
- Broken Head (2000)
- Acidofilia (2002)
- Rock Is Not Enough... (2004)
- Verses Of Steel (2008)
- Fishdick Zwei - The Dick Is Rising Again (2010)
- La part du diable (2012)
- 25 Cents For a Riff (2014)
- Peep Show (2016)
- Ladies and Gentlemen On Acid (2019)

Video's
- 15 Screwed Years (2004, dvd)
- The Hand That Rocks The Coffin (2006, dvd)

Singles
- 3 Version 4 Yonash / Acid In The Dance Floor (1994)
- Pump Tha Plastic Heart (1996)
- Walkay To Heaven (1996)
- (I Can't Get No) Satisfaction (1998) (Stones cover)